# 싱코 데 마요

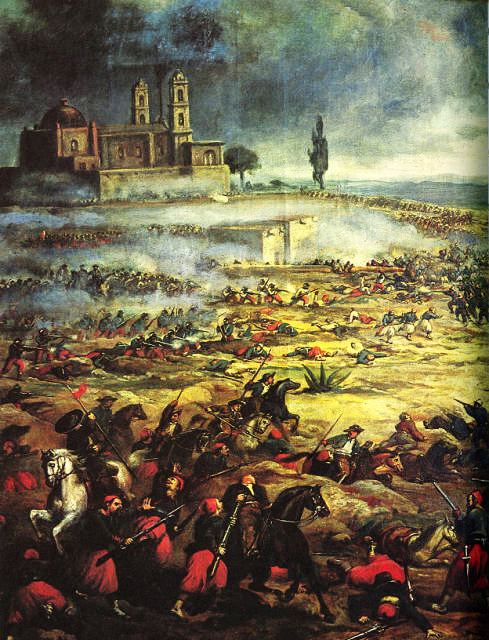

싱코 데 마요(스페인어: Cinco de Mayo)는 멕시코의 기념일로, 주로 푸에블라 주의 기념일이다. 이 기념일은 1862년 5월 5일에 푸에블라의 예금 지급에 멕시코 군이 이그나시오 사라고사 장군의 지휘 아래 프랑스 군을 기적적으로 물리 친 것을 기념한다. 날짜는 5월 5일이다.